# フィルモア・イーストの奇蹟
『フィルモア・イーストの奇蹟』（原題：Fillmore East: The Lost Concert Tapes 12/13/68）は、アメリカ合衆国のミュージシャン、アル・クーパーとマイク・ブルームフィールドの連名によるライブ・アルバム。1968年12月13日と14日に行われたフィルモア・イースト公演の模様が収録されているが、当時は未発表となり、2003年にソニー傘下のレガシー・レコーディングスから発売された。

## 解説
アルバム『フィルモアの奇蹟』に収録された1968年9月のフィルモア・ウェスト公演とは異なるバック・バンドが起用された。また、ブルームフィールドの紹介によって無名時代のジョニー・ウィンターがゲスト参加しており、客席にいたコロムビア・レコードの重役は、翌週にはウィンターに契約を申し出たという。
このライブ録音のテープは後に紛失し、再発見された時には劣化が著しかったが、クーパーは磁性体が剥がれるのを防ぐためにテープをオーブンで焼いた。それからマルコム・セシルによるノイズ除去や補正、クーパー自身による編集、ビル・シムジクによるミキシング、アラン・タッカーによるマスタリングを経て完成した。
当初は2003年1月のリリース予定だったが、最終的には、4月に『スーパー・セッション』（1968年）のリマスターCDと同時発売された。日本盤はクーパーの日本公演に合わせて6月4日に発売された。

## 収録曲
1. イントロダクションズ - Introductions - 1:27
2. ワン・ウェイ・アウト - One Way Out (Elmore James, Marshall Seborn, Sonny Boy Williamson) - 4:17
3. マイク・ブルームフィールドによるジョニー・ウィンターの紹介 - Mike Bloomfield's Introduction of Johnny Winter - 1:02
4. イッツ・マイ・オウン・フォルト - It's My Own Fault (B.B. King, Jules Taub) - 10:56
5. 59番街橋の歌 (フィーリン・グルーヴィー) - 59th Street Bridge Song (Feelin' Groovy) (Paul Simon) - 6:16
6. テル・ミー・パートナー - (Please) Tell Me Partner - 10:10
7. ザッツ・オール・ライト - That's Alright, Mama (Arthur Crudup) - 3:39
8. 愛の終わる日まで - Together Till the End of Time (Frank Wilson) - 4:29
9. 激しい恋はもうたくさん - Don't Throw Your Love on Me So Strong (Albert King) - 8:41
10. 魔女の季節 - Season of the Witch (Donovan Leitch) - 8:59

## 参加ミュージシャン
- アル・クーパー - ボーカル、ピアノ、オルガン
- マイク・ブルームフィールド - ボーカル、ギター
- ポール・ハリス - ピアノ
- ジェリー・ジェモット - ベース
- ジョン・クレッシ - ドラムス
- ジョニー・ウィンター - ボーカル、ギター(#4)